# 火盆

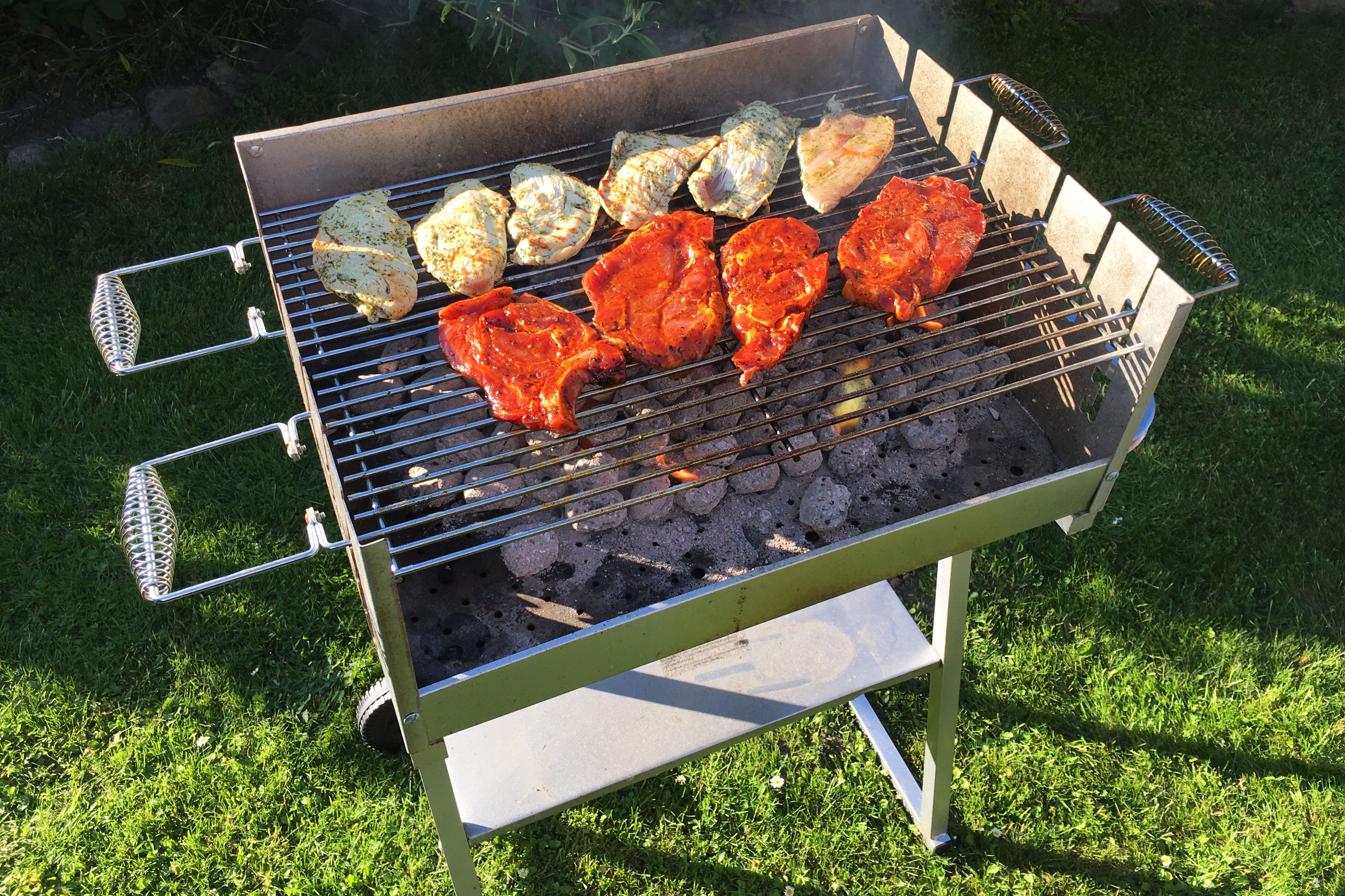
用来烧烤的火盆

火盆是一种容器，容器內放置木炭或其他固体燃料，點燃後可以產生火焰，可用於烹饪、取暖或各種文化仪式。火盆自古以来就被使用，尼姆鲁德火盆至少可以追溯到公元前824年。